# Igor Armaș
Igor Armaș (ur. 14 lipca 1987 w Kiszyniowie) – mołdawski piłkarz grający na pozycji obrońcy.

## Kariera klubowa
Igor Armaș jest wychowankiem klubu Zimbru Kiszyniów. W sezonie 2006/2007 „awansował” z drużyn juniorskich tego klubu do drużyny seniorów. Z klubem z Kiszyniowa zdobył w 2007 Puchar Mołdawii.
Przed sezonem 2009 w Allsvenskan, przeszedł do zespołu Hammarby IF. Podpisał kontrakt ważny do grudnia 2012. W styczniu 2010 za kwotę 650 000 € przeszedł do zespołu Kubań Krasnodar. W rosyjskim zespole zadebiutował 28 marca 2010 w meczu przeciw Awangardowi Kursk. W latach 2017–2018 grał w Anży Machaczkała, a w 2018 przeszedł do FC Voluntari.

## Kariera reprezentacyjna
W reprezentacji Armaș zadebiutował 11 października 2008 w meczu przeciwko reprezentacji Grecji. Dotychczas rozegrał w reprezentacji 12 meczów, nie strzelając ani jednej bramki (stan na 23 czerwca 2010).